# Butlerius filicaudatus
Butlerius filicaudatus is een rondwormensoort. De wetenschappelijke naam van de soort is voor het eerst geldig gepubliceerd in 1930 door Adam.